# 最明寺殿評定分
『最明寺殿評定分』（さいめいじどのひょうじょうぶん）は、鎌倉幕府5代執権北条時頼の時代に名のある刀工を選んだもの。泰時評定分11名の刀工を除き、新たに22名の刀工を選定している。

## 記載されている刀匠
- 定秀（豊後）
- 家重（豊後）
- 正国（薩摩波平）
- 行重（舞草奥州）
- 有成（河内）
- 行平（豊後号紀新太夫）
- 正恒（備前）
- 助包（備前）
- 国弘（相州沼間住藤源次）
- 関東（遠江国住人、遠江国トモ打、円修院トモ打）
- 国盛備前大宮ト打
- 助盛備前国盛子
- 光世（筑後三池田多）
- 行仁（薩摩法師）
- 雲同（奥州　後白河院之御宇或山内斎藤太夫）
- 月山（奥州或出羽秀平鍛冶）
- 為清（伯耆国三郎太夫）
- 日乗（伯州長江住法師）
- 盛国（大同年中鍛冶眞云々、奥州又和州）
- 貞国（相州山内瀧四郎太夫）
- 友成（備前）
- 安則（和州）